# Волшебники из Вэйверли Плэйс в кино
«Волшебники из Вэйверли Плэйс в кино» (англ. Wizards of Waverly Place: The Movie) — американский телефильм, снятый по мотивам комедийного телесериала «Волшебники из Вэйверли Плэйс». Премьера фильма состоялась 28 августа 2009 года на канале Disney Channel. В 2010 году фильм получил премию Эмми за лучшую детскую программу. В фильме снялся полный актёрский состав сериала. В 2013 году на Disney Channel вышла вторая часть фильма Возвращение волшебников: Алекс против Алекс.

## Сюжет
Вся семья волшебников Руссо приезжают на каникулы на Карибы, где Джерри и Тереза встретились в первый раз. Алекс расстроена, поскольку она должна сопровождать свою семью в поездке, и она, в конечном счете, нечаянно зачаровывает период первой встречи родителей, который полностью изменяет их первую встречу и ставит под угрозу существование всей семьи. Чтобы отменить заклинание, Алекс и Джастин должны пройти через джунгли и найти всесильный «Камень мечты». Тем временем, младший сын, Макс также старается свести своих родителей, но своими способами.
В конце концов, Алекс и Джастину удалось найти «Камень мечты», но Жизель крадёт камень. Алекс, Джастин и Макс рассказывают Терезе и Джерри их историю. Тереза не верит им и уверяет, что она никогда не забыла бы своих детей. Пытаясь выяснить обратное заклинание без камня мечты, Джерри упоминает, что если один из них станет полным волшебником, они смогут отменить заклинание, чтобы обратить его вспять. При подготовке к конкурсу, Макс, теряет память и его втягивает в водоворот небытия. Тереза вспоминает немного о нём, и понимает, что они говорили правду. Они понимают, что должны работать быстро, Алекс и Джастин транспортируются в то место, где будет проходить сам конкурс. Джерри объясняет, что им разрешено использовать только заклинания с участием четырёх стихий
(земли, воды, огня и воздуха). Победитель станет полноправным волшебником, а проигравший потеряет свои волшебные силы навсегда. Алекс получает силу, но сняв заклятие, не оставляет её себе, а возвращает всё как было.

## В ролях
- Селена Гомес — Алекс Руссо
- Дэвид Генри — Джастин Руссо
- Джейк Ти Остин — Макс Руссо
- Мария Кэнелс-Баррера — Тереза Руссо
- Дэвид Делуиз — Джерри Руссо
- Дженнифер Стоун — Харпер Финкл
- Стив Валентайн — Арчи
- Дженнифер Элден — Жизель
- Ксавьер Торрес — Хавьер

### Съёмки
Волшебники из Вэйверли Плэйс: кино снимался в основном в Пуэрто-Рико в феврале и марте 2009 года.
Также во время съёмок директор, Лев Л. Спиро нашёл паука в пещере, где был камень мечты, и летучие мыши были реальными, но Селена Гомес и Дэвид Генри были осторожными, чтобы их не разбудить.

### Релиз
Мировая премьера этого фильма состоялась 28 августа 2010 год на Disney Channel.

### Отзывы
Фильм получил множество положительных отзывов. Обзор совокупности сайте Rotten Tomatoes сообщил, что 62 % пользователей сообщества дало фильму положительные отзывы.

### Оценки
Во время своего премьерного показа фильм смотрели 13 600 тысяч зрителей, во время второго — 5800 тысяч зрителей, во время третьего — 4300 тысяч зрителей, а во время четвёртого — 4700 тысяч зрителей.